# コンビニぶんぶん

『コンビニぶんぶん』は藤島じゅん作の4コマ漫画。『月刊まんがくらぶオリジナル』（竹書房）に1999年5月号から2005年3月号まで連載されていた。単行本全3巻。

## 概要
主人公の麦千代が大学生になった事を機に、一人暮らしを始める為にコンビニエンスストア・ぶんぶんでバイトを始める。

## 特徴
作者のコンビニでのバイト経験が活かされていて、恒例行事や業界用語などがよく出てくるなど、コンビニの裏側が分かる。キャラクターの名前のほとんどが食品や清涼飲料の企業名、商品名などをもじっている。
一部のキャラクターの容姿が実年齢より2 - 3歳幼く描かれている（山崎くん、りんぐなど）。

## 主な登場人物

### ぶんぶんの店員
六条麦千代（ろくじょう むぎちよ）
本作品の主人公。横浜出身の大学生で19歳・男。糸目。金髪だが本人曰く生まれつきらしい。扇子を愛用。ロリコン。ハッカー並の技術を持ち、自分の時給を2000円にしたり、大学の合否判定すら変更した事がある。体育以外オール10と成績優秀だが、性格はかなり腹黒い。少々ナルシストの気がある。非モテなので、クリスマスイブには普通にバイトをしている。ギザ十に目が無い。アイスはハーゲンダッツしか食べない。名前の元ネタはカゴメ六条麦茶。
午後乃みるく（ごごの みるく）
ぶんぶんの女店長 。28歳独身。何かとパワフルで商売根性が強い。イケメンやお金に余裕のある人が好きで、コンビニ弁当を買っているような男じゃ駄目らしいが、580円以上の弁当を迷わず買っていく男はありらしい。ぶんぶん店舗が入居するビルの上階が自宅。連載当初24歳の設定だったが、りんぐの一言がきっかけで28歳になってしまい現在に至る。“ホワイトティー”というリングネームでプロレスラーをやっていた経歴があり、『てんしの末裔』のあとがきでは殺し屋養成所にいた過去が暗示されている。名前の元ネタはキリン午後の紅茶。
須布らいと（すふ らいと）
麦千代の親友。大学生 (19歳)、バカ。貧乏兄妹。サボりや廃棄品盗みのプロ。一応麦千代のバイトの先輩。家庭科が得意で、妹のりんぐの服を作ったりしているが、特技が職業に活かされていない。店長一筋だが報われない。時給400円だがぶんぶんを辞めたくないので続けている。麦千代同様非モテなので、クリスマスイブはバイトの身の上。作中での失敗のいくつかは作者自身の失敗が元になっているらしい。名前の元ネタはコカ・コーラのスプライト。
武藤黒夫・くろお（年齢不明）
ドラマー。名前と後姿のみの登場。名前があるのにセリフが無いのはこのキャラだけ。名前の元ネタはコーヒーのブラック無糖。

### ぶんぶんの常連客
阿久えりあ（あく えりあ）
りんぐ、せいかの友達。祝日でも制服を着用しているガングロのコギャル。万引き常習犯。店長にケンカを売る事が多いが毎回酷い目にあう。普段の行いが災いし、麦千代をチラチラ見ただけで万引き犯として通報されたことがある。名前の元ネタはアクエリアス。
森永せいか（もりなが せいか）
りんぐ、えりあの友達。作品中一番まともな娘。名前の元ネタは森永製菓。
女子高生
りんぐ達の友達、ロングヘアーで黒髪。りんぐ達とつるむシーンでのみ登場している。
客A（木村野－きむらや－さん）
近所の大学生。メガネ。ぶんぶんの一番の被害者。麦千代達によく弄られ、おまけに恋人（後述）の尻に敷かれる始末・名前の元ネタはキムラヤのパン。
絵崎ぐり子
木村野さんの彼女。OL。ぐるぐるメガネ。初登場時はアツアツであったが連載が進むに連れて熱が下がっていく、三股くらいかけてる模様。名前の元ネタは江崎グリコ。
客B（山崎くん）
近所の中学生。野球部員。坊主頭で真っ黒い目。ひねくれ者で生意気だが、実はぶんぶんを愛している。麦千代の一言で、二十年後にお金持ちになる模様。名前の元ネタは山崎製パン。
山崎の母
山崎くんの母。おばさんパーマ、真っ黒い目。
奥さん
近所の奥さん、お団子頭、太っている。
おばあちゃん
近所のお婆ちゃん、杖を突いている。

### ぶんぶんの本部の方々
宇伊田院（ういだ いん）
ぶんぶんのSV（スーパーバイザー）。ぶんぶん従業員からは嫌味な性格ととられているが商売繁盛祈願の札を準備していたりと人知れず気を配っている。しかし彼らの悪行により出世街道から遠ざかっている。雪いちごに一目ぼれする。名前の元ネタはウイダーinゼリー。
協配のおっちゃん
配送会社のおっちゃん、深刻な家庭事情がある模様。読者に人気があったらしい。
清掃員
ワックスがけを行う、割とイケメン。
その他本部の方々
コンビニの恒例行事の際に出現。モブキャラクターのため容姿は一定。

### ぶんぶんの店員の血縁
六条一間（ろくじょう かずま）
麦千代の父。アメリカの大学で教授を勤めている。糸目で黒髪。息子の麦千代と外見が似ている。息子とは対照的に学生時代はモテていた。名前の元ネタは六畳一間（ろくじょうひとま）。
六条の母
麦千代の母。麦千代曰くサン（息子）・コンプレックス、略してサンコン。麦千代の一人暮らしを阻止しようと目論む。夫とは学生結婚。
須布りんぐ（すふ りんぐ）
須布らいとの妹で高校生。貧乏なので小遣いは一ヶ月60円。花型の髪飾りをしている。語尾に「にょ」を付けて話す。兄に負けず劣らずバカ。えりあやせいかと同学年のはずだが、まるで小学生のような容姿をしている。性格も幼く、純真な少女だが、時折さらっと毒を吐いたり、らいとと一緒に麦千代にたかったりすることもある。麦千代のお気に入りで連載期間の大半でネタにされていたものの、最終回直前でりんぐから好きだと告白された。名前の元ネタはスプリング。
午後乃れもん（ごごの れもん）
みるくの双子の姉。妹と同じくプロレスラーだった前歴があり（リングネームは“ブラックティー”）、みるく（ホワイトティー）とタッグを組んでいた。双子だが嗜好はみるくと正反対。年齢的な限界を感じレスラーの引退を考えていた時、らいとを気に入り、らいとの気を引くためにぶんぶんの真向かいにコンビニ「NORSON」を出店し店長となる。名前の元ネタは午後の紅茶。

### その他
雪いちご（ゆき いちご）
みるくの高校からの友人。ぶんぶんの近所に喫茶店「喫茶チャノアール」を開いた。おっとり系で天然キャラ。
酔っ払いA
酔っ払いBと店内で喧嘩したり店員に絡んだりする（麦千代には一回絡んだだけ）。頭にネクタイを巻いている。
酔っ払いB
こちらは単独での登場は無く、酔っ払いAとの喧嘩シーンでのみ登場する。
花子
黒い高速移動物体を指すぶんぶん独自の符牒。後に「SV」と言い換えられた。
太郎
ネズミの事を指す符牒。

## 主な建物
ぶんぶん
作品の舞台となるコンビニチェーン店。名前及び店内装飾等の元ネタはセブンイレブン。
しかし作中でチェーンそのものがセブンイレブンのパクりである事を明言しているので、本作世界においてもセブンイレブンは別に存在すると思われる。レジは西日が凄いらしい。
紅鮭大学
麦千代やらいとの通う大学。ぶんぶんの隣に位置する。
喫茶チャノアール
雪いちごがぶんぶんの隣に建て、経営している喫茶店。名前の元ネタはシャノアール。
NORSON
れもんがぶんぶんの真向かいに建てたライバル店。名前の元ネタはローソン。
八幡神社
ぶんぶんの目の前にある神社。祭りはここで行われている。